# Pöyliöjärvi (sjö, lat 66,45, long 25,80)
Pöyliöjärvi är en sjö i Finland. Den ligger i kommunen Rovaniemi i landskapet Lappland, i den norra delen av landet, 700 km norr om huvudstaden Helsingfors. Pöyliöjärvi ligger 101,9 meter över havet. Den är 8,6 meter djup. Arean är 1,35 kvadratkilometer och strandlinjen är 8,53 kilometer lång. Sjön  ingår i Kemi älvs huvudavrinningsområde.   Den sträcker sig 1,9 kilometer i nord-sydlig riktning, och 2,0 kilometer i öst-västlig riktning.
I övrigt finns följande i Pöyliöjärvi:
- Virikkosaari (en ö)